# Tuyết hạt già

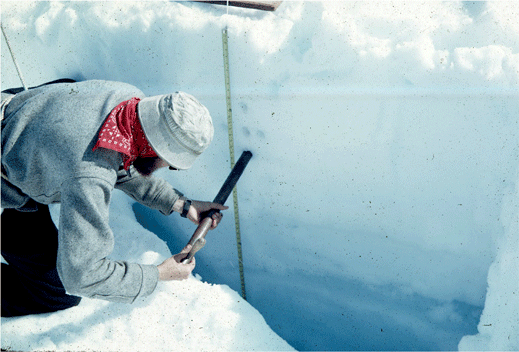
Lấy mẫu bề mặt sông băng. Tại đây có lớp tuyết hạt già với mật độ riêng tăng lên nằm giữa tuyết bề mặt và băng sông băng màu ánh lam.

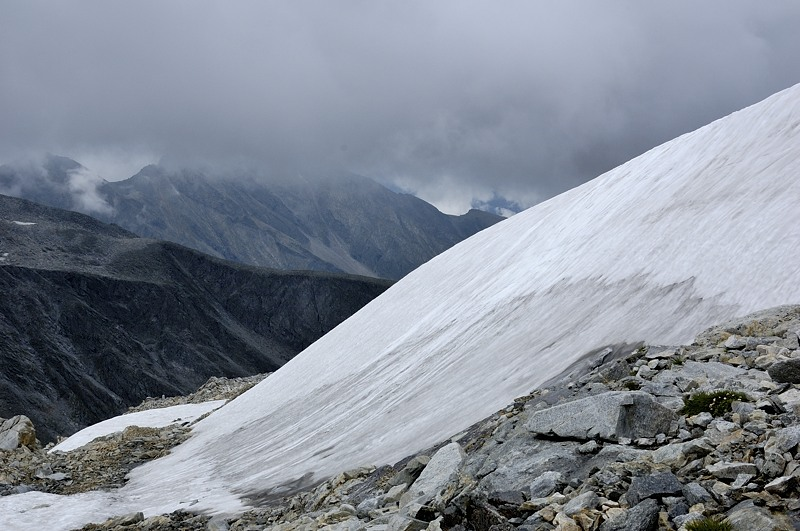
Cánh đồng tuyết hạt trên đỉnh Säuleck, Hohe Tauern.

Tuyết hạt già hay đơn giản chỉ là tuyết hạt, là tuyết hạt non bị nén một phần, một loại tuyết còn sót lại từ các mùa trước và đã bị tái kết tinh thành loại tuyết nặng hơn tuyết hạt non. Nó là trạng thái chuyển tiếp giữa tuyết và băng sông băng. Tuyết hạt có bề ngoài giống như đường ướt, nhưng có độ cứng khiến nó cực kỳ khó xúc hót. Mật độ của tuyết hạt nói chung được chấp nhận là từ 0,4 đến 0,83 gam/cm³ và cỡ hạt của nó từ 0,5 đến 5 mm.. Nó thường có thể được tìm thấy bên dưới tuyết tích tụ ở đầu sông băng.
Những bông tuyết bị nén dưới sức nặng của lớp phủ tuyết nằm trên. Các tinh thể riêng lẻ ở nhiệt độ gần điểm tan chảy là bán lỏng và trơn, cho phép chúng trượt dọc theo các mặt phẳng tinh thể khác và lấp đầy khoảng trống giữa chúng, làm tăng mật độ của băng. Khi các tinh thể chạm vào nhau chúng liên kết với nhau, nén ép không khí giữa chúng lên bề mặt hoặc thành các bong bóng khí.
Trong những tháng mùa hè, sự biến đổi của tinh thể có thể xảy ra nhanh hơn do sự thẩm thấu nước giữa các tinh thể. Vào cuối mùa hè, kết quả là tuyết hạt già.
Tuyết hạt được hình thành dưới áp lực của tuyết nằm trên bởi các quá trình nén, tái kết tinh, tan chảy cục bộ và nghiền nát những bông tuyết riêng lẻ. Quá trình này được cho là mất một khoảng thời gian khoảng một năm. Các lớp tuyết hạt hàng năm thường có thể được phát hiện bởi các màng bụi hoặc tro mỏng tích tụ trên bề mặt trong mỗi mùa hè.
Độ cao tối thiểu mà tuyết hạt già tích lũy trên sông băng được gọi là "giới hạn tuyết hạt", "đường tuyết hạt" hay "đường tuyết".
Việc nén chặt hơn nữa, thường ở độ sâu 45 đến 60 m (150 đến 200 ft), sinh ra băng sông băng, được phân biệt bởi sự không thẩm thấu của nó đối với không khí và nước.

## Sự tạo thành tuyết hạt
Sự biến đổi của tuyết thành tuyết hạt gọi là tuyết hạt hóa của tuyết. Tuyết hạt hình thành trong các dãy núi ở độ cao trên đường tuyết và trong các khu vực địa cực, nơi tuyết rơi xuống không có đủ thời gian để tan chảy trong mùa hè.
- Nếu có nhiều nước tan chảy thì tuyết nhanh chóng chìm xuống, bị nén chặt, trương nở và trở thành bão hòa nước, và khi khối nước lạnh như thế đông cứng lại thì đó là kiểu tuyết hạt xâm nhập.
- Nếu nhiệt độ gần với 0 °C, nhưng nước tan chảy không làm ngập tuyết và nó chỉ tan chảy một phần và bị làm ướt thì các bông tuyết sẽ nhanh chóng thuôn tròn và lắng xuống, các hạt nhỏ ít ổn định hơn sẽ dần dần tan chảy hết, cung cấp nguồn nuôi cho sự phát triển của các hạt to hơn, và kết quả là tuyết hạt đông cứng được hình thành.
- Nếu nhiệt độ thấp hơn 0 °C trong toàn bộ khoảng thời gian thì tuyết bị nén chặt dưới áp lực của các lớp nằm trên, các tinh thể băng riêng lẻ (các bông tuyết) bắt đầu bị phá vỡ, dính liền lại và dịch chuyển, lấp đầy vào các khe hở giữa chúng, dẫn tới tuyết hạt tái kết tinh.

Do cường độ và kiểu chuyển đổi tuyết thành tuyết hạt và tuyết hạt thành băng là rất khác biệt nên trên các sông băng có các khu vực hình thành băng khác nhau.

## Cấu trúc và chiều dày
Tuyết hạt và băng phát sinh trong các điều kiện khác nhau của tuyết hạt hóa và hình thành băng nên chúng có cấu trúc tinh thể, định hướng và kích thước hạt khác nhau, thành phần và hình dạng của các bọt khí và lỗ khí.
Do tuyết hạt hóa kiểu lạnh là chậm hơn cả nên trong điều kiện nhiệt độ rất thấp ở châu Nam Cực thì chiều dày của lớp tuyết hạt có thể lên tới 100 m. Chiều dày của tuyết hạt xâm nhập kiểu "nóng", thường nằm trong khu vực nguồn nuôi của các sông băng miền núi phía trên đường tuyết hạt, không vượt quá 20–30 m.

## Sử dụng khác
Trong ngôn ngữ bình dân và kỹ thuật, 'tuyết hạt' được sử dụng để mô tả một số dạng tuyết cũ nhất định:
- Các cánh đồng tuyết cũ, ngay cả khi tuyết chưa đủ một năm tuổi (tuyết hạt non).
- Các lớp tuyết gần đây của một sông băng (sông băng 'tuyết hạt').
- Lớp tuyết mềm trên cùng bị đông cứng qua đêm và dưới tác động của ánh nắng mùa xuân và nhiệt độ không khí cao tạo thành một khu vực tuyết cũ cứng hay harsch (một dốc đầy tuyết hạt; ở Thụy Sĩ gọi là sulz, nhưng thuật ngữ này ở Đức nói tới một độ sâu nhất định mà từ đó trượt tuyết xuống dốc không còn được ưa thích nữa).

## xem thêm
- Tuyết hạt non